# Hybride mismatch
Een hybride mismatch is een tegenstrijdigheid tussen twee rechtsstelsels waardoor een belastingvoordeel gehaald kan worden door internationaal opererende ondernemingen. Een verschil in kwalificatie kan ertoe leiden dat baten door beide rechtstelsels niet opgenomen worden in de heffing of dat verliezen twee keer afgetrokken worden van de winst. Echter kan een verschil in kwalificatie ook leiden tot een heffing in beide landen. Met ingang van 2020 is naar aanleiding van de Europese ATAD2 richtlijn nieuwe wetgeving aangenomen ter voorkoming van het ontgaan van heffing door middel van hybride mismatches. Ook de implementatie van de moeder-dochter richtlijn in de Nederlandse wetgeving heeft tot gevolg dat belastingvoordeel door hybride mismatches weggenomen wordt. 

## Nederland

### CV/BV structuur
Een in Nederland veelgebruikte hybride mismatch is de CV/BV structuur. Naar schatting van de Amerikaanse kamer van koophandel liep ongeveer 80% van de Amerikaanse investeringen in Nederland via een CV/BV structuur. Deze structuur ziet op een verschil in juridische kwalificatie tussen de Verenigde Staten en Nederland van een zogenaamde open CV. Voor de Amerikaanse heffing wordt deze gekwalificeerd als een transparante entiteit wat betekent dat heffing plaatsvindt bij de aandeelhouders. De Nederlandse fiscus ziet de open CV juist als een non-transparante entiteit waardoor wordt aangenomen dat op het niveau van de vennootschap geheven wordt. Doordat er verschil in inzicht bestaat op welk niveau de winsten in de belastingheffing betrokken moeten worden, wordt op beide niveaus niet geheven en blijft de winst onbelast.

## Belgische wetgeving
Hybride mismatches worden gedefinieerd in artikel 2, § 1, 16° van het Wetboek van de Inkomstenbelastingen.
Er bestaan twee correcties op hybride mismatches: 
- de niet-aftrekbaarheid:[5] dit gaat over een dubbele aftrek zonder dat de tweede aftrek gepaard gaat met een compenserende belastingstelling en om een aftrekbare betaling die niet wordt belast in het buitenland; en
- de toevoeging aan het belastbaar resultaat indien in het buitenland geen correctie door verwerping van de aftrek plaatsvindt (m.a.w. belasting).